# Paweł Kieszek
Paweł Kieszek (Varsovia, 16 de abril de 1984) es un futbolista polaco que juega de portero en el Pogoń Grodzisk Mazowiecki de la I Liga de Polonia.

## Trayectoria
Formado en la cantera del Polonia Varsovia, equipo de la Ekstraklasa, en 2003 salta al primer equipo. En enero de 2006 fue cedido al Egaleo F. C. griego hasta el final de temporada; regresó al equipo polaco que por aquel entonces había  descendido. Esa temporada, debido a una lesión, solo pudo participar en algunos partidos.
La siguiente temporada fichó por el S. C. Braga como agente libre. En enero de 2009 fue cedido al unió al Vitória F. C.
En el verano de 2010 firmó un contrato de cuatro temporadas con el F. C. Oporto, pero fue cedido al Roda JC neerlandés la siguiente temporada.
El 16 de junio de 2014 después de dos años en el Vitória Setúbal, firmó con el G. D. Estoril Praia donde permaneció dos temporadas.
A inicios de la temporada 2016-17 se unió a las filas del Córdoba C. F. Militó dos temporadas en el club cordobesista y se vio obligado a abandonarlo el 31 de agosto de 2018 por problemas del club blanquiverde con el límite salarial, firmando un contrato por una temporada con el Málaga C. F. que le daba la posibilidad de seguir en el conjunto malaguista si conseguía el ascenso a Primera División, o en caso de no conseguirlo, de volver al Córdoba siempre y cuando los cordobeses continuasen militando en Segunda División. Al no cumplirse ninguna de las dos circunstancias, quedó libre y se incorporó al Rio Ave Futebol Clube en julio de 2019.
En agosto de 2021 volvió a Polonia para jugar en el Wisła Cracovia. La temporada acabó con el descenso a la I Liga de Polonia y se marchó al expirar su contrato. Entonces estuvo sin equipo hasta que en los últimos días del año optó por regresar a Portugal de la mano de la U. D. Leiria.
En julio de 2025 fichó por el Pogoń Grodzisk Mazowiecki, equipo que acababa de ascender a la I Liga de Polonia.

## Clubes
| Club                      | País         | Año       | Partidos |
| ------------------------- | ------------ | --------- | -------- |
| Polonia Varsovia          | Polonia      | 2003-2007 | 52       |
| Egaleo F. C. (cedido)     | Grecia       | 2006      | 8        |
| Sporting de Braga         | Portugal     | 2007-2010 | 18       |
| Vitória Setúbal (cedido)  | Portugal     | 2009      | 10       |
| F. C. Oporto              | Portugal     | 2010-2012 | 4        |
| Roda JC (cedido)          | Países Bajos | 2011-2012 | 27       |
| Vitória Setúbal           | Portugal     | 2012-2014 | 65       |
| G. D. Estoril Praia       | Portugal     | 2014-2016 | 63       |
| Córdoba C. F.             | España       | 2016-2018 | 80       |
| Málaga C. F.              | España       | 2018-2019 | 6        |
| Rio Ave F. C.             | Portugal     | 2019-2021 | 74       |
| Wisła Cracovia            | Polonia      | 2021-2022 | 15       |
| U. D. Leiria              | Portugal     | 2023-2025 | 74       |
| Pogoń Grodzisk Mazowiecki | Polonia      | 2025-     |          |

## Palmarés

### Títulos nacionales
| Título           | Club         | País     | Año     |
| ---------------- | ------------ | -------- | ------- |
| Primeira Liga    | F. C. Oporto | Portugal | 2010-11 |
| Copa de Portugal | F. C. Oporto | Portugal | 2010-11 |